# Ichneumon cadomensis
Ichneumon cadomensis är en stekelart som beskrevs av Cuvier 1833. Ichneumon cadomensis ingår i släktet Ichneumon och familjen brokparasitsteklar. Inga underarter finns listade i Catalogue of Life.